# Ksar

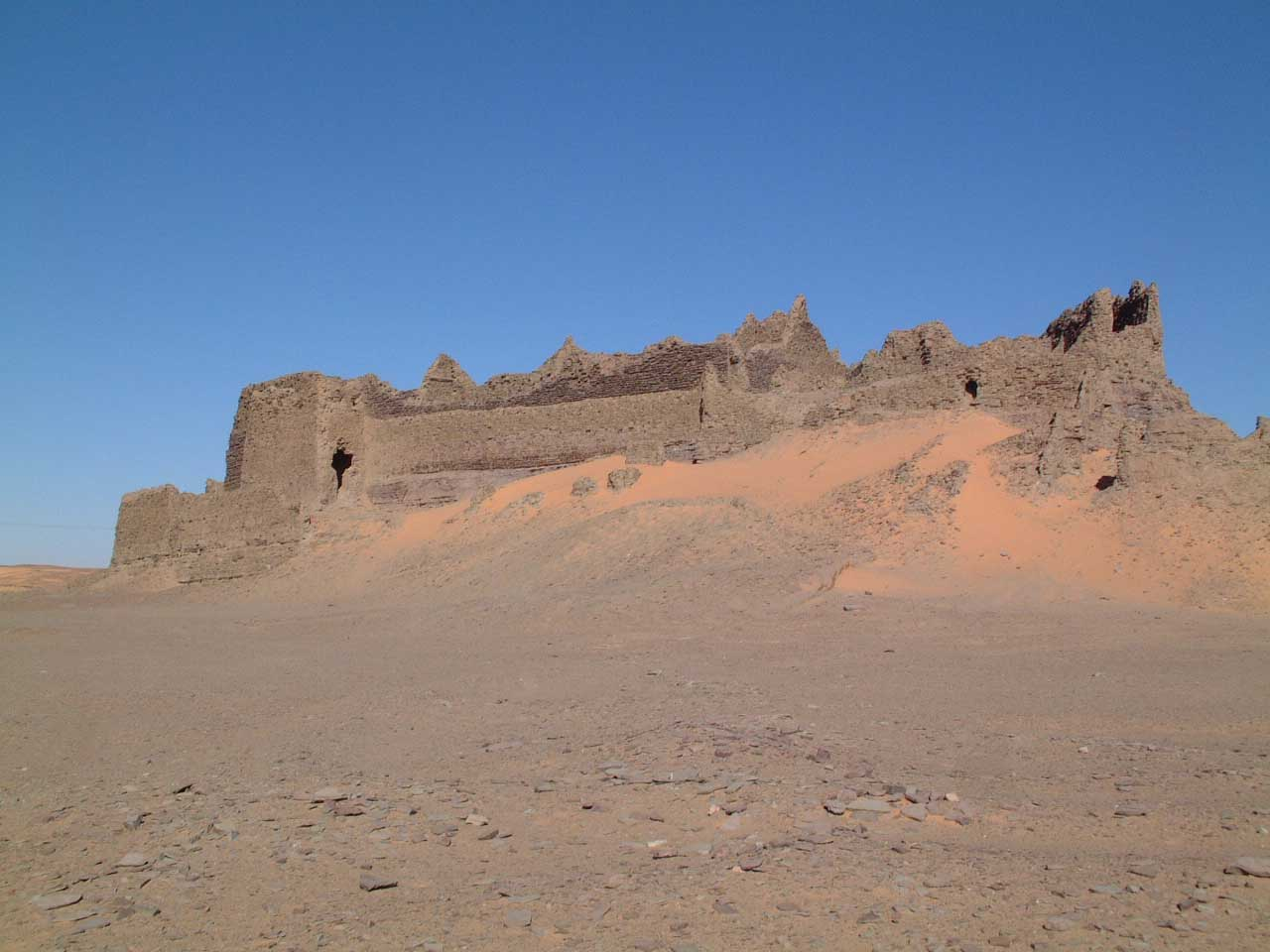
Ruinas del ksar de Timimoun, Argelia.

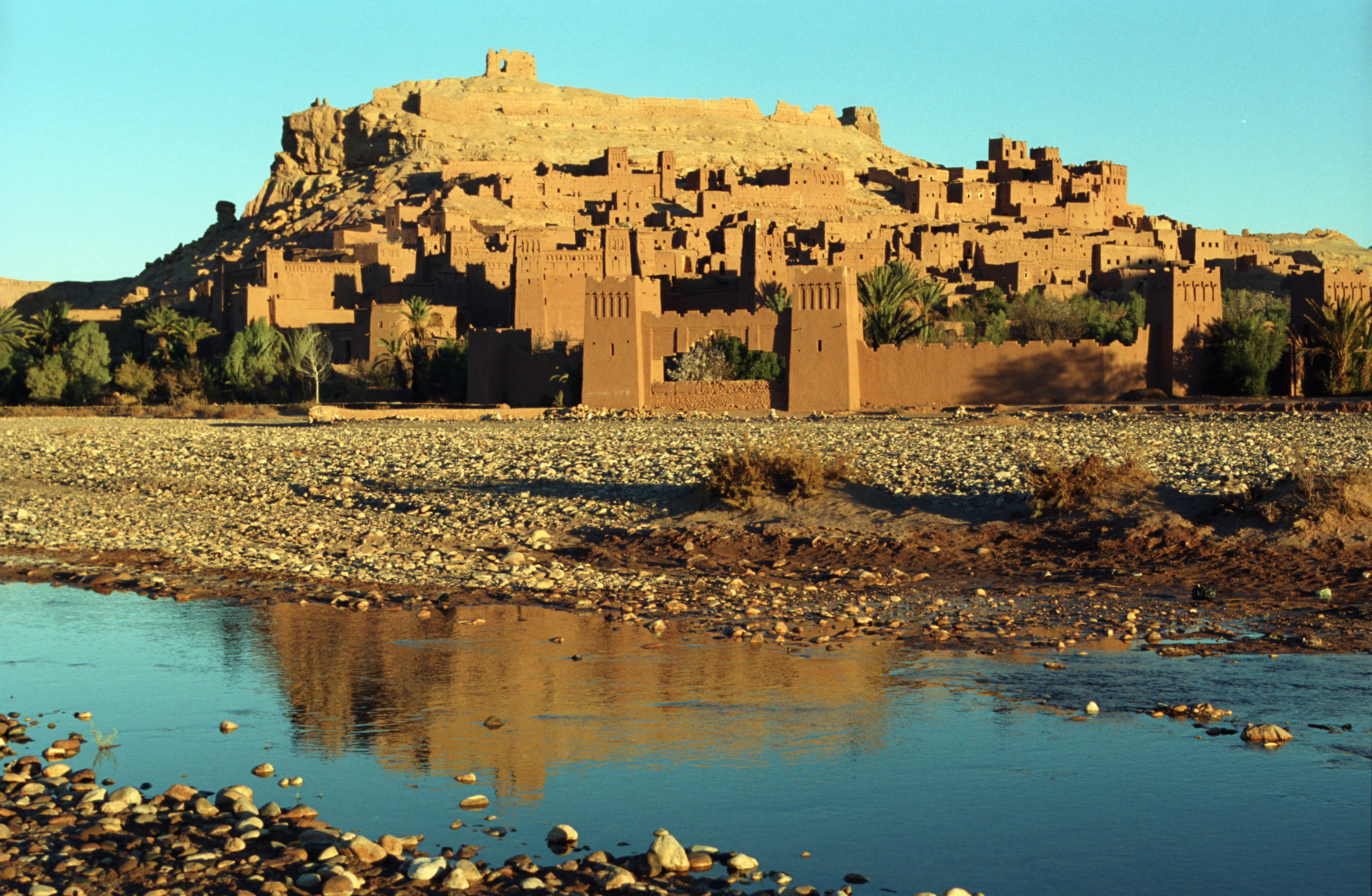
Ksar de Ait Ben Hadou, Marruecos, Patrimonio de la Humanidad de UNESCO desde 1987.

Ksar, ksour o ksur (árabe magrebí: قصر qser, en plural qsur) es el término en árabe magrebí del norte de África para "castillo". Es un término que seguramente se origina como préstamo de la palabra en latín castrum. Qasr, una variación de este término, se utiliza para designar un "palacio" o "castillo" en Siria, Jordania y otros países.

## Etimología
La palabra en bereber (tamazigt) original para ksar utilizada por los pueblos bereber del norte de África es ighrem (singular) o igherman (plural). En el Magreb, el término tiene un sentido más general como "ciudad fortificada" o "fuerte". La palabra bereber igherman podría ser un término cognado, con idéntico significado, con la palabra Garamantes, nombre de la antigua civilización bereber ubicada antaño en la actual Libia.
Ksar ha dado origen al término alcázar en español.

## Arquitectura

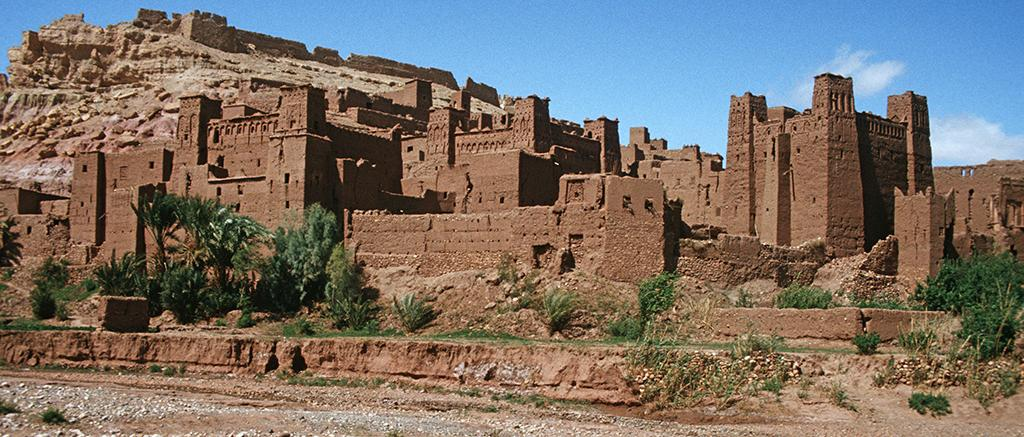
Ksar de Ait Ben Hadu, situado junto al río Ounila. En esta aldea los edificios se agrupan dentro de una muralla defensiva con torres en las esquinas y una puerta.

Un ksour en el Magreb consiste típicamente de casas solapadas, que normalmente tienen graneros colectivos y otras estructuras comunes como mezquitas, baños, horno y tiendas. Los ksour o igherman están muy presente en las poblaciones que habitan oasis en el Norte de África. Los ksars se sitúan a veces en localidades montañosas, lo que facilitaba la defensa. Suelen construirse sobre una única muralla continua. El material de construcción de toda la estructura suele ser de adobe, o cortado en piedra y adobe. La idea del ksar como granero es una noción que confunde dos conceptos: el propio granero, que se encuentra en el ksar, y el propio ksar, que es más bien un pueblo con graneros dentro del mismo. Los ksars forman una de las manifestaciones principales de la arquitectura bereber.

## Toponimia
Esta palabra forma parte del nombre de numerosos lugares en Marruecos, Argelia y Túnez, y es particularmente habitual en el lado saharano de las diferentes cadenas de los montes Atlas y del valle del río Draa. El término en español alcázar y el portugués alcácer se derivan de esta palabra en árabe del norte de África, y aparece en los nombres de lugares y edificios que se originaron como fortalezas.

### Lugares llamados ksar o cuyo nombre deriva de este término
- Alcazarseguir, fuerte marroquí en el Estrecho de Gibraltar, entre Tánger y Ceuta.
- Alcazarquivir, localización de la batalla de Alcazarquivir, que influenció la historia española, portuguesa y marroquí.
- Ksar Nalut, Libia.
- Ksar Ouled Soltane, Túnez.

## Galería

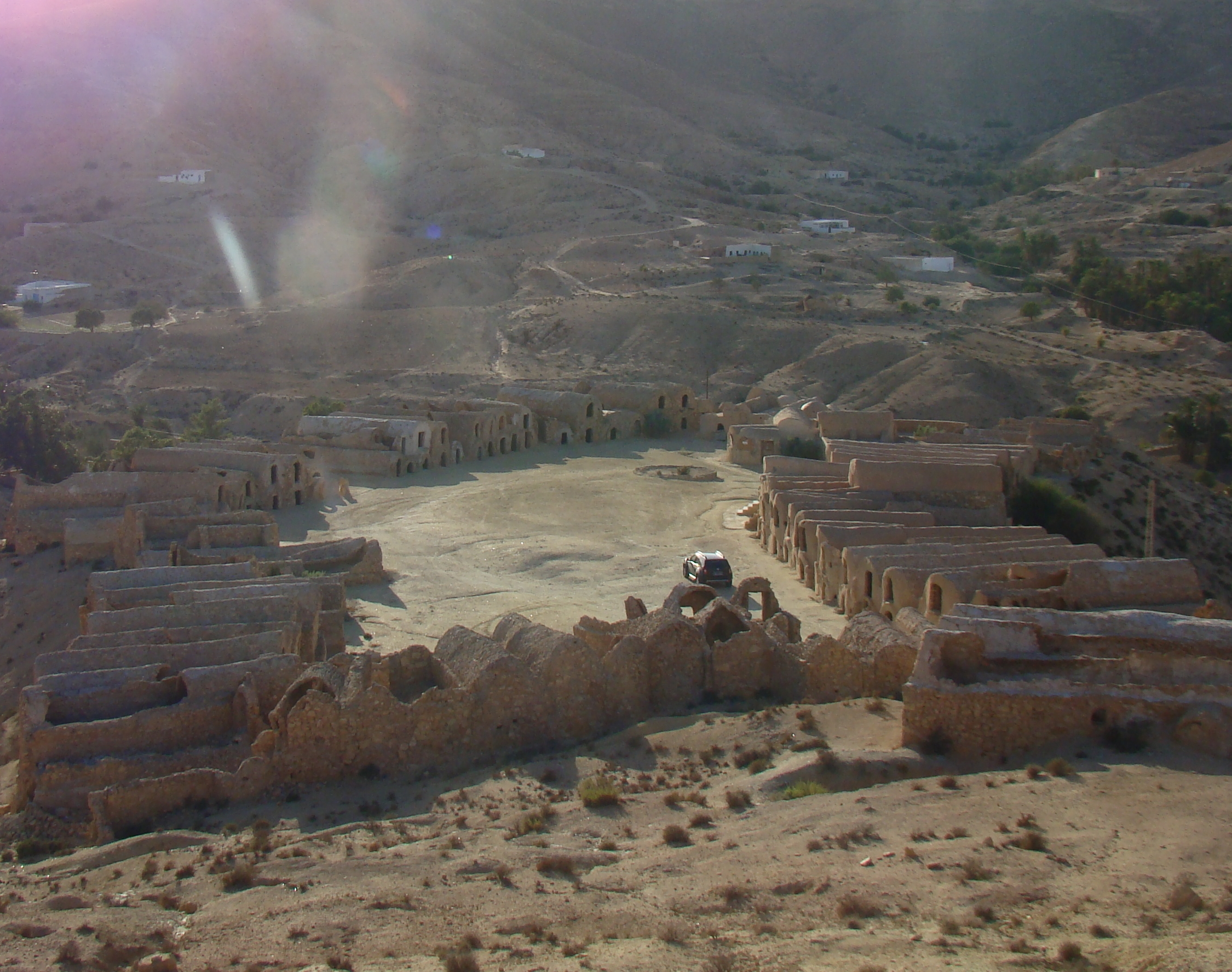
Vista de Ksar Hallouf, Túnez.
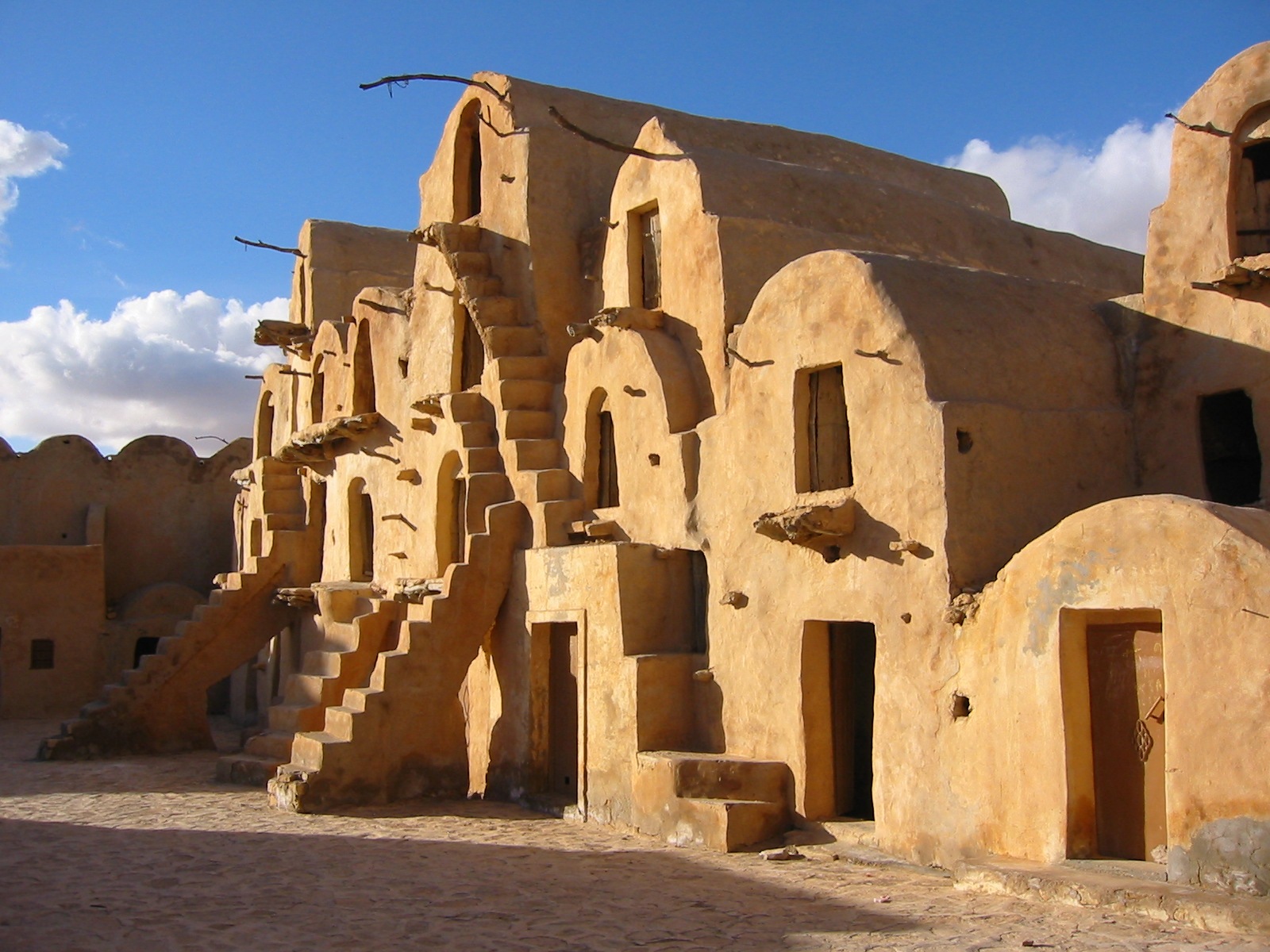
Ksar Ouled Soltane, Túnez.
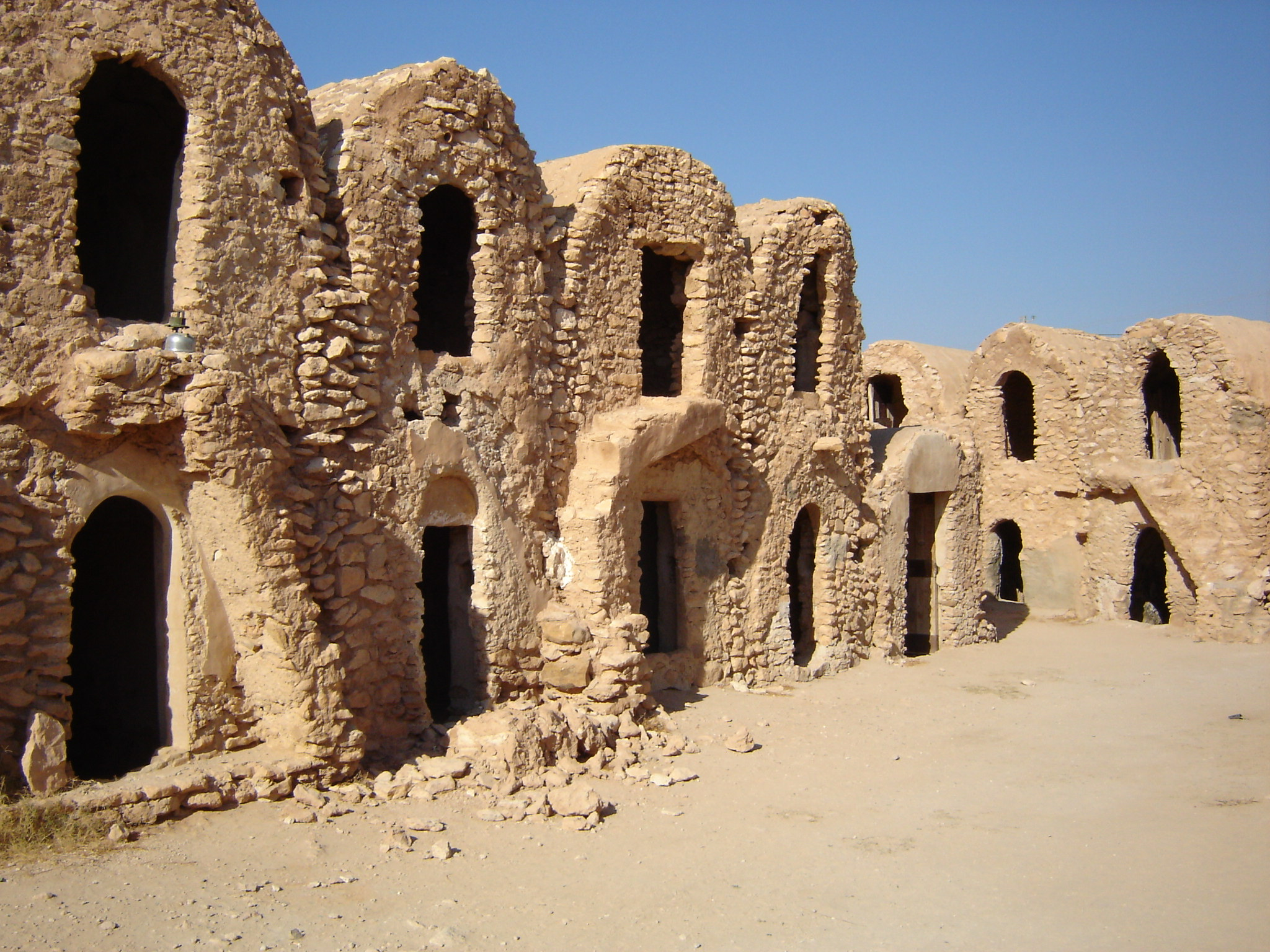
Ksar Hadada, Túnez.
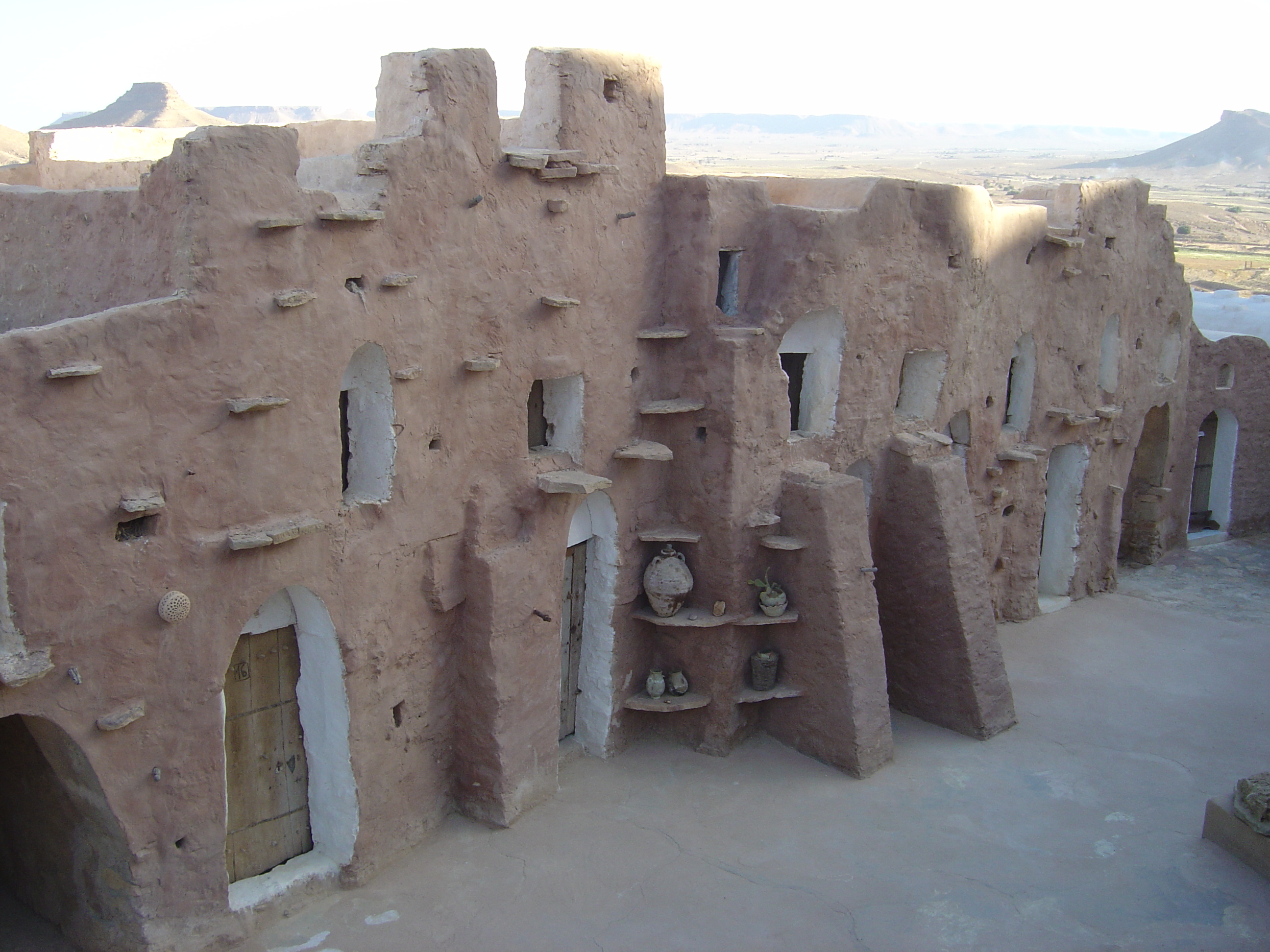
Douiret, Túnez.
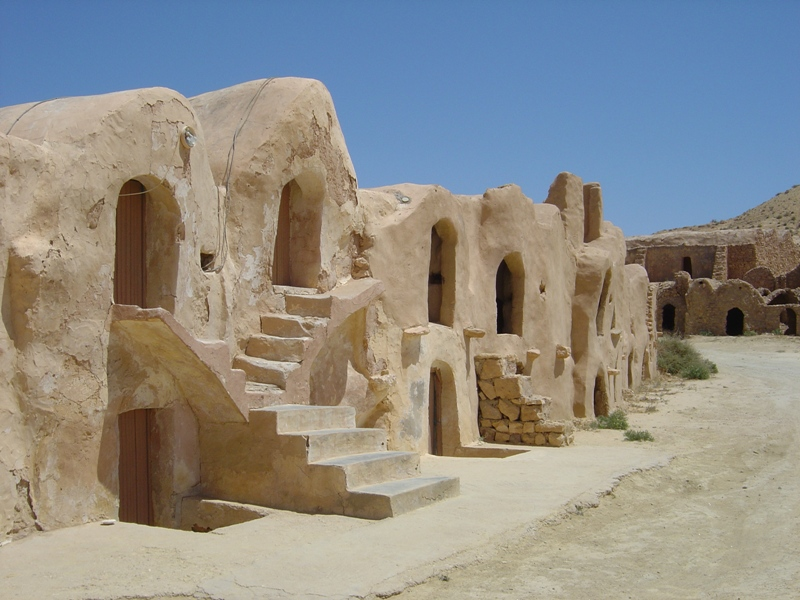
Ksar Hallouf, Túnez.
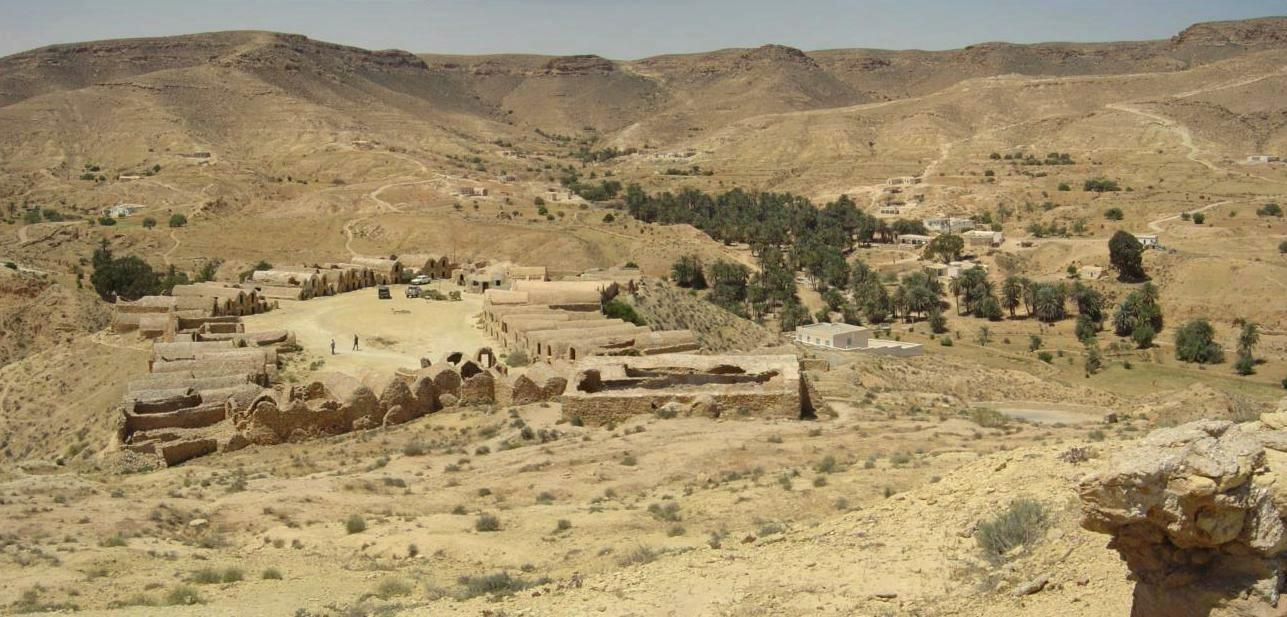
Panorámica de Ksar Hallouf, Túnez.
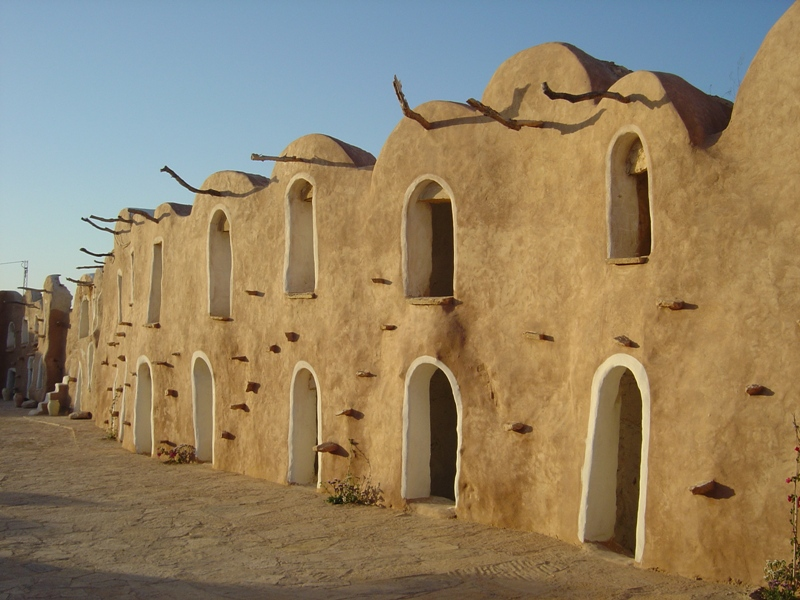
Ksar Ouled Debab (parte restaurada), Túnez.